# Marziano Perosi

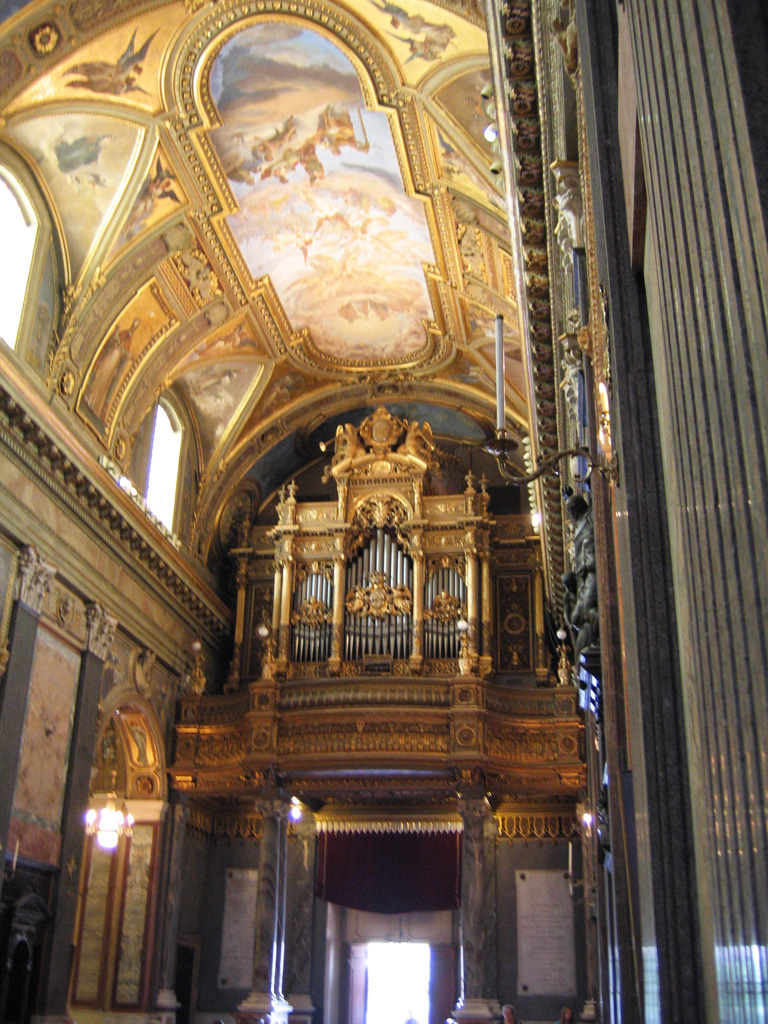
Santuari a Pompei, on Marziano Perosi va ser organista i director del cor

Marziano Perosi (Tortona, 20 d'octubre de 1875 – Roma, 21 de febrer de 1959) fou un compositor, director de cor i organista italià. Era germà del compositor Lorenzo Perosi i del cardenal Carlo Perosi
Va ser organista i mestre de capella del Santuari de la Madonna del Rosari de Pompeia, assistent del seu germà Lorenzo Perosi a la Capella Sixtina, i organista i mestre de capella de la Catedral de Milà. La seva composició més important va ser l'òpera Pompei.